# ابشالوم
اَبشالوم (عبری: אַבְשָלוֹם‎) بر مبنای متن کتاب مقدس، سومین فرزند داوود، پادشاه اسرائیل و همسرش معکه است.
بر اساس روایت کتاب دوم سموئیل، وی مردی خوش چهره در پادشاهی اسرائیل بوده‌است که در نهایت دست به شورش در برابر پدر خود، داوود، زده و در نبرد جنگل افرایم کشته می‌شود.

## سرگذشت

### قتل آمنون

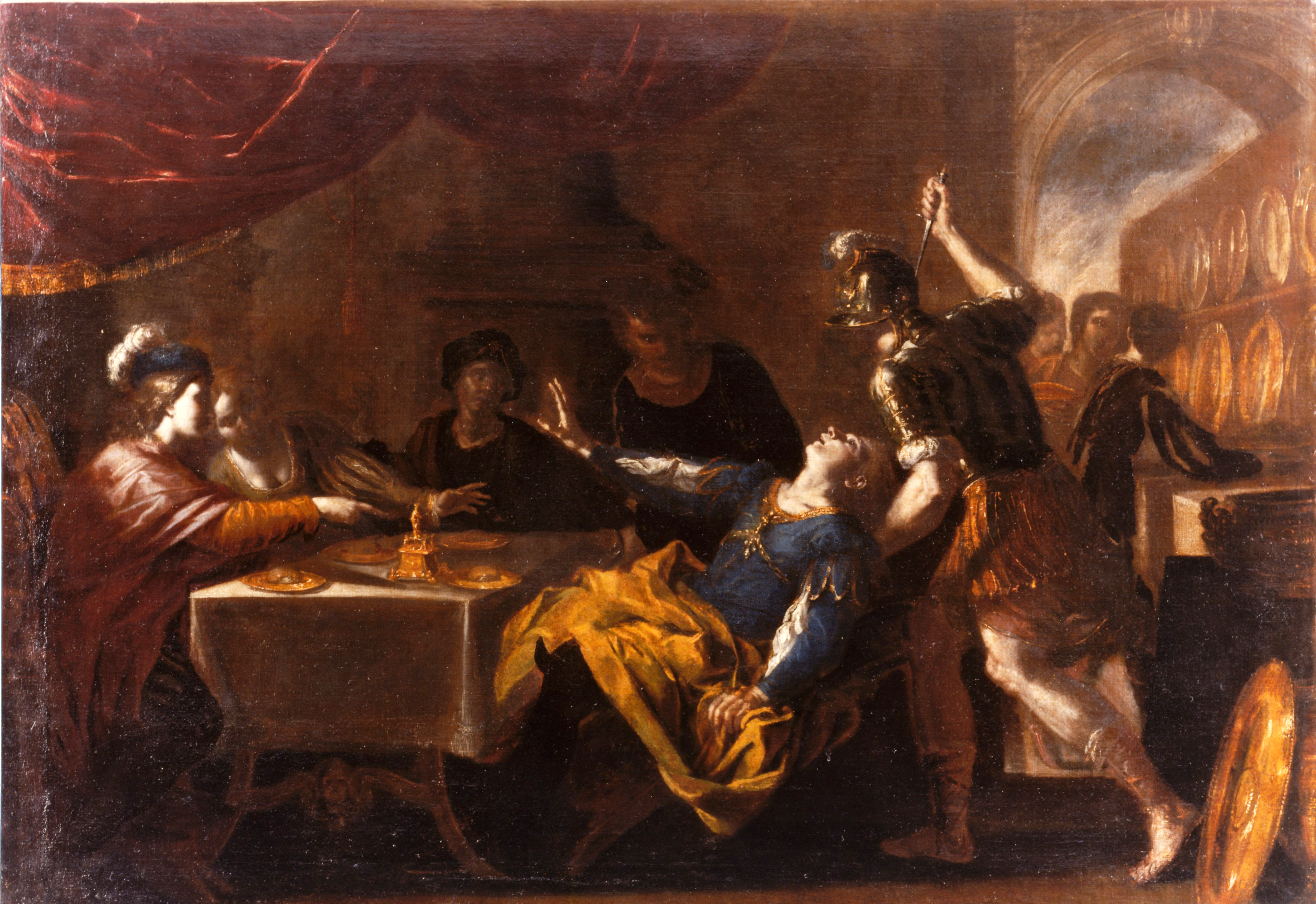
ضیافت ابشالوم منتسب به Niccolò de Simone /حدود ۱۶۵۰

خواهر ابشالوم، تامار بود که توسط برادر ناتنی اش آمنون مورد تجاوز قرار گرفته بود. آمنون فرزند بزرگتر داوود بود. پس از این عمل قبیح، ابشالوم دو سال به انتظار نشست و سرانجام در ضیافتی که همه فرزندان پادشاه را دعوت کرده بود ، انتقام خواهرش تامار را از برادر ناتنی شان، آمنون، گرفته و او را کشت.

### نبرد جنگل افرایم و کشته شدن ابشالوم

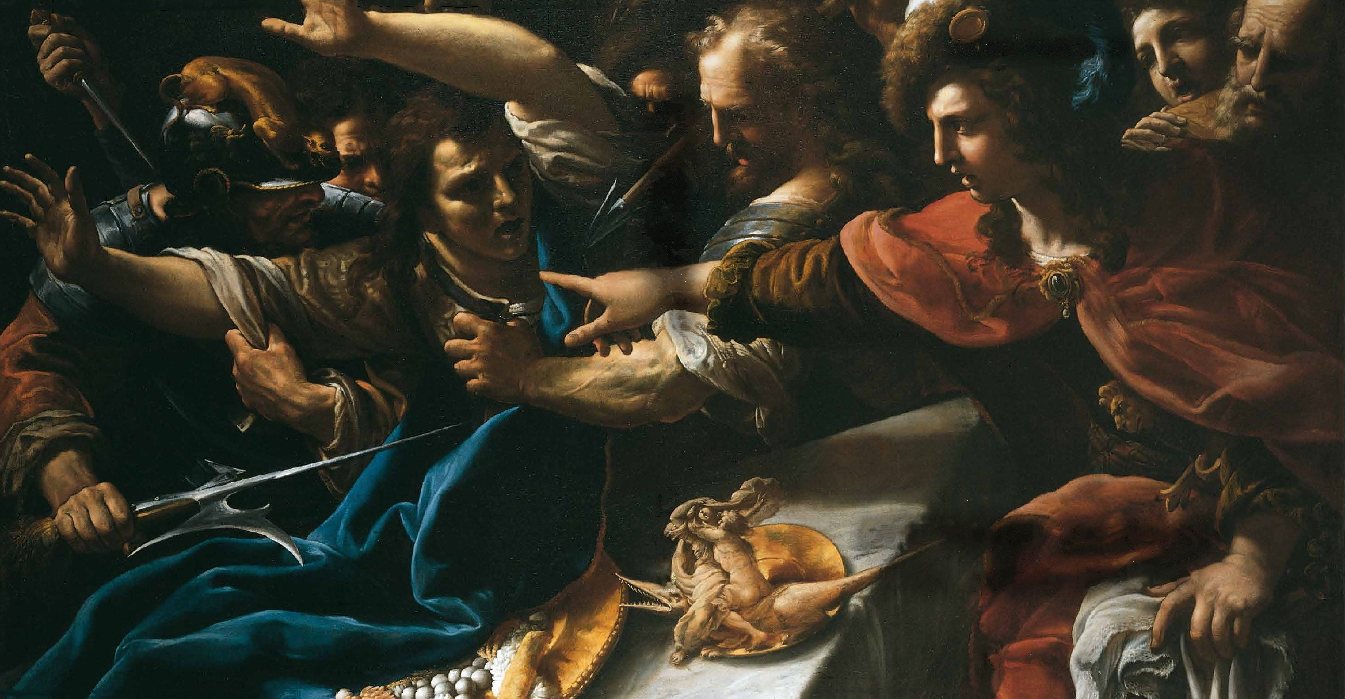
ضیافت ابشالوم - تورنیولی - قرن هفدهم

این نبرد بزرگ میان ابشالوم و پدرش، داوود، در جنگل افرایم (محلی در غرب اردن) به وقوع می‌پیوندد و ارتش ابشالوم شکست سنگینی را متحمل می‌شود. جنگ عظیم که به خاطر سرکشی ابشالوم علیه پدر شکل گرفته بود، به دهکده‌های اطراف نیز کشیده می‌شود. عده زیادی از سربازان ابشالوم در جنگل کشته می‌شوند. در حین جنگ، ابشالوم ناگهان با عده ای از افراد داوود روبرو شد و در حالیکه سوار بر قاطر بود، زیر شاخه‌های یک درخت بلوط بزرگ رفت و موهای سرش به شاخه‌ها پیچید. قاطر از زیرش گریخت و او بر درخت آویزان ماند. علی‌رغم این که پدرش، داوود، به سربازانش سفارش کرده بود که «به خاطر من به ابشالوم جوان صدمه ای نزنید»، یوآب از جنگاوران سپاه داوود سه تیر بر قلب ابشالوم زد و دیگر سربازان با هجوم بر او، وی را کشتند.
ویلیام فاکنر نویسنده شهیر آمریکایی رمانی به نام ابشالوم، ابشالوم! دارد. 